# Gare de Walbach-La-Forge
Gare de Walbach-La-Forge – przystanek kolejowy w miejscowości Wintzenheim, w departamencie Górny Ren, w regionie Grand Est, we Francji. Jest zarządzana przez SNCF i obsługiwana przez pociągi TER Grand Est.

## Położenie
Znajduje się na linii Colmar – Metzeral, na km 10,433 między stacjami Saint-Gilles i Wihr-au-Val –  Soultzbach-les-Bains, na wysokości 279 m n.p.m.

## Linie kolejowe
- Linia Colmar – Metzeral